# توفت، کمبریج‌شر
توفت (به انگلیسی: Toft) یک روستا و محله مدنی در بریتانیا است که در کمبریج‌شر جنوبی واقع شده‌است. توفت ۵۰۳ نفر جمعیت دارد.